# 西村晃一
西村 晃一（にしむら こういち、1973年6月30日 - ）は、日本の男子バレーボール選手、ビーチバレー選手。WINDS所属。妻は菅山かおる。

## 来歴
京都府京都市出身。山階南小学校4年生の頃からバレーボールを始め、京都市立山科中学校、花園高等学校、立命館大学に進学する。中学3年時の全国都道府県対抗中学バレーボール大会（さわやか杯）、高校3年時の春高バレー、大学4年時の西日本インカレではアタッカーとして優勝を経験した。
1996年、NECホームエレクトロニクスに入社、1年で廃部となりNECブルーロケッツに移籍し、アタッカーとして活躍した。Vリーグ、黒鷲旗で優勝。1998年にリベロとして全日本に選出された。
2002年、ビーチバレーに転向。BEACHWINDSというプロビーチバレーボールチームを結成。
コーチには、ブラジルの、Antonio Fernando T. Leao（アントニオ フェルナンド T. レオン ）と、Ed Costa（エッジ・コスタ）と専属契約する。
2004年、JBVツアーお台場大会で初優勝。2005年、ビーチバレージャパン優勝。
2006年、ワールドツアー（フランス大会）で男子日本初の7位入賞し、同年、世界で「most improve賞」に選ばれる。日本代表として、アジア大会（ドーハ）に出場。
2007年-2008年、JBVツアーお台場大会優勝、六本木ヒルズチャンピオンカップで準優勝。ワールドツアーを転戦。
2009年、ウィンズを新体制に切り替え、ロンドンオリンピックに向け始動。
2010年、NPO法人「Save the Beach」を設立し、地球環境問題にも本格的に取り組む。
2011年5月、バレーボール選手の菅山かおると結婚を発表。
2015年、アメリカのプロツアー「AVP」にアメリカ人と参戦し、日本人初入賞を果たす。「AVP×Rakutencup」シリーズ３度の優勝を果たす。
2016年、リオオリンピック日本代表選手候補に選出
2017年、ジャパンツアー6戦中4戦、優勝。ビーチバレージャパン優勝。
2018年、第1回 ジャパンツアー 沖縄大会 優勝。アジア選手権5位。
2019年、ジャパンツアー松山大会　優勝
2020年東京オリンピックに向け、2018年〜2020年3月までにワールドツアー約30大会を転戦。
2021年、渋谷宮下パークの屋上にビーチコートをプロデュースし、宮下パークをホームコートとして活動。

## 活動
- 2002年、初のプロビーチバレーボールチーム「WINDS」を発足すると同時に株式会社ウィンズを設立。多岐に渡り事業を展開する。
  - ビーチバレーボールチームの運営。
  - インドアバレーボールキッズアカデミー運営。
  - トレーニングジム運営。
  - エステ事業運営。
  - 会員制飲食店「西麻布創作和食風」運営。
  - 宮下パーク屋上カフェ「Dig Cafe」運営。
  - Digブランド販売、運営。

## 球歴・受賞歴
国際大会
- 1998年 世界選手権（ベストディガ－賞）
- 1999年 アジア大会（4位）
- 1999年 アジア選手権（4位、ベストディガー賞）
- 1999年 ワールドカップ
- 2000年 シドニーオリンピック（アジア予選2位）
- 2006年 ワールドツアーフランス大会（７位入賞）
- 2006年 アジア大会（ドーハ５位）
- 2015年 アメリカプロツアーAVP（７位入賞）

国内大会
- 第2回全国さわやか杯京都代表（全国優勝）
- 1989年 インターハイ、国民体育大会少年の部
- 1991年 春の高校バレー（優勝、主将）、インターハイ（ベスト4）、国民体育大会少年の部（優勝、主将）
- 1992-1995年 全日本大学選手権、西日本インカレ（優勝）
- 1992年 関西リーグ1部（スパイク賞）
- 1995年 関西リーグ1部（2位、敢闘賞、主将）
- 1999年 第5回Vリーグ（優勝）
- 1999年 第48回 黒鷲旗（優勝、ベストリベロ賞）
- 1999年 国民体育大会（優勝）

## 出演
TV
- TBSスポーツマンNo.1決定戦
- TBSオールスター感謝祭
- フジTVジャンクSPORTS
- TBSバースディ
- TBS私の何がイケないの？
- 日テレなら婚
- BS朝日Challenge forever「西村晃一密着ドキュメンタリー」
- MBS毎日放送ちちんぷいぷい
- TBSジョプチューン

他多数
CM
- アサヒスーパードライ（2002年）
- ファイテン（2003年）
- PIUBELLO（2009年）
- HIS （2012年）

WEBCM
- 大正製薬（2020年）
- SONY（2021年）
- AUDI（2022年）